# Alacránit
Alacránit (russisch Алакранит; IMA-Symbol Acr) ist ein sehr selten vorkommendes Mineral aus der Mineralklasse der „Sulfide und Sulfosalze“. Es kristallisiert im monoklinen Kristallsystem mit der chemischen Zusammensetzung As8S9, ist also chemisch gesehen ein Arsensulfid.
Alacránit ist durchsichtig bis durchscheinend und findet sich meist in Form körniger Mineral-Aggregate von oranger bis hellgrauer Farbe mit inneren, gelbrosa Reflexionen. Gut entwickelte Kristalle sind weniger häufig, werden nur etwa einen Millimeter groß und zeigen einen tafeligen bis prismatischen Habitus. Die Kristallflächen können parallel der c-Achse gestreift sein.

## Etymologie und Geschichte
Erstmals entdeckt, allerdings nur ungenau bestimmt wurde Alacránit 1970 von A. Klark in einem Silberbergwerk bei Alacrán nahe Tierra Amarilla in der chilenischen Provinz Copiapó. Nach Klark handelte es sich bei dem gefundenen Material um eine realgarartige Verbindung mit Röntgen-Eigenschaften ähnliche des Hochtemperatur-Polymorphs von As4S4 wie 1966 von Hall beschrieben.
W. I. Popowa, W. A. Popow, A. Klark, W. O. Poljakow, S. Je. Borissowski (russisch В. И. Попова, В. А. Попов, А. Кларк, В. О. Поляков, С. Е. Борисовский) fanden das Mineral 1986 in Paragenese mit Realgar und Uzonit in der Uzon-Caldera auf der russischen Halbinsel Kamtschatka und ermittelten auf der Grundlage der Elektronen-Mikrosondenanalyse die genaue Zusammensetzung As8S9. Das Mineralogenteam um Popowa gab eine detaillierte mineralogische Beschreibung ab, die zusammen mit dem nach der früheren Fundstätte gewählten Namen von der International Mineralogical Association (IMA) anerkannt wurde.

## Klassifikation
Da der Alacránit erst 1985 als eigenständiges Mineral anerkannt wurde, ist er in der seit 1977 veralteten 8. Auflage der Mineralsystematik nach Strunz noch nicht verzeichnet.
Im zuletzt 2018 überarbeiteten und aktualisierten Lapis-Mineralienverzeichnis nach Stefan Weiß, das sich aus Rücksicht auf private Sammler und institutionelle Sammlungen noch nach dieser alten Form der Systematik von Karl Hugo Strunz richtet, erhielt das Mineral die System- und Mineral-Nr. II/F.02-050. In der „Lapis-Systematik“ entspricht dies der Klasse der „Sulfide und Sulfosalze“ und dort der Abteilung „Sulfide mit nichtmetallischem Charakter“, wo Alacránit zusammen mit Anauripigment, Auripigment, Bonazziit, Dimorphin, Duranusit, Laphamit, Pararealgar, Realgar und Uzonit die unbenannte Gruppe II/F.02 bildet.
Die von der International Mineralogical Association (IMA) zuletzt 2009 aktualisierte 9. Auflage der Strunz’schen Mineralsystematik ordnet den Alacránit ebenfalls in die Klasse der „Sulfide und Sulfosalze“, dort allerdings in die Abteilung der „Sulfide von Arsen, Alkalien; Sulfide mit Halogeniden, Oxiden, Hydroxiden, H2O“ ein. Diese ist zudem weiter unterteilt nach den die Verbindung charakterisierenden Elementen, so dass das Mineral entsprechend seiner Zusammensetzung in der Unterabteilung „mit As, (Sb), S“ zu finden ist, wo es als einziges Mitglied die unbenannte Gruppe 2.FA.20 bildet.
Auch die vorwiegend im englischen Sprachraum gebräuchliche Systematik der Minerale nach Dana ordnet den Alacránit in die Klasse der „Sulfide und Sulfosalze“ und dort in die Abteilung der „Sulfidminerale“ ein. Hier ist er zusammen mit Pararealgar, Realgar und Uzonit in der „Realgargruppe“ mit der System-Nr. 02.08.22 innerhalb der Unterabteilung „Sulfide – einschließlich Seleniden und Telluriden – mit der Zusammensetzung AmBnXp, mit (m+n):p=1:1“ zu finden.

## Kristallstruktur
Alacránit kristallisiert monoklin in der Raumgruppe P2/c (Raumgruppen-Nr. 13) mit den Gitterparametern a = 9,942 Å; b = 9,601 Å; c = 9,178 Å und β = 101,94° sowie 2 Formeleinheiten pro Elementarzelle.

## Bildung und Fundorte
Alacránit bildet sich entweder in hydrothermalen As-S-Adern, in der Kondensationszone von hydrothermalen Hg-Sb-As-Systeme als Zement in sandigem Schotter oder bei niedrigen Temperaturen in polymetallischen hydrothermalen Lagerstätte. Als Begleitminerale treten neben Realgar und Uzonit unter anderem noch Akanthit, Arsenik, Arsenolamprit, Arsenopyrit, Auripigment, Baryt, Calcit, Chalkopyrit, Cinnabarit, Galenit, Greigit, Pyrit, Quarz, gediegen Schwefel, Sphalerit und Stibnit auf.
Als seltene Mineralbildung konnte Alacránit bisher (Stand: 2012) nur an wenigen Fundorten nachgewiesen werden, wobei rund 20 Fundorte als bekannt gelten. Die beiden als Typlokalität geltenden Orte Alacrán und Uzon sind bisher die einzigen bekannten Fundstätten in Chile bzw. Russland.
In Deutschland trat das Mineral bisher unter anderem in einem Steinbruch im Tiefengraben bei Reinerzau und in den Bergwerken „Sophia“, „Johann“ und „St. Anton“ bei Wittichen in Baden-Württemberg; im Bergwerk „Morgenröthe“ bei Eisern in Nordrhein-Westfalen; bei Hänichen und Possendorf in Sachsen sowie bei Culmitzsch in Thüringen auf.
Weitere Fundorte liegen unter anderem in Bulgarien (Rhodopen), Japan (Honshū), Papua-Neuguinea (Lihir-Inseln), Rumänien (Lăzărești, Harghita) und Tschechien (Vrchlice, Radvanice v Čechách).